# 音楽におけるユダヤ性
「音楽におけるユダヤ性」（おんがくにおけるユダヤせい; 原題（ドイツ語）：Das Judenthum in der Musik）は、1850年にドイツの作曲家リヒャルト・ワーグナーがK・フライゲダンク（K. Freigedank：フライゲダンクは「自由思想」の意）という変名で出版した論文。

## 発表の経緯
初出はライプツィヒの『新音楽時報』。折あたかも同誌では、ワーグナーの弟子のテーオドーア・ウーリクがマイアベーアの『預言者』に対する中傷キャンペーンを張っていた。その意味で、ワーグナーのこの論文はウーリクに便乗したものといえる。匿名を用いた理由についてワーグナーは、1851年4月のフランツ・リスト宛書簡の中で「ユダヤ人どもがこの問題を個人的な水準に引き下げるのを防ぐため」と説明している。

## 内容と評価
内容はジャコモ・マイアベーアやフェリックス・メンデルスゾーンといったユダヤ人音楽家の功績に言及しながらも差別的な中傷が含まれており、ワーグナー自身はこの論文が社会的反響を呼ぶことを期待していたが、同誌は部数1200の弱小誌であり、反響はほとんど得られなかった。ただし、メンデルスゾーンの友人でピアニストのイグナーツ・モシェレスは編集部に抗議の手紙を送っている。フランツ・リストなどワーグナーの友人たちは、ワーグナーがなぜユダヤ人を攻撃したのか戸惑いを隠せなかった。
1869年には著者自身により大幅に加筆の上、実名で再出版された。この論文は長らく等閑視されていたが、今日ではドイツの反ユダヤ主義の歴史における一つの事件と位置付けられている。

## ワーグナーと反ユダヤ主義
音楽に対するユダヤ人の影響力を激しく弾劾したにもかかわらず、ワーグナー自身は多数のユダヤ人と親交を結んでいた。たとえば、指揮者のヘルマン・レーヴィ、ピアニストのカール・タウジヒ、同じくヨーゼフ・ルービンシュタイン、音楽評論家ハインリヒ・ポルゲスなどである。さらに、ワーグナーが1865年から1870年にかけて書いた自伝の中では、1840年代初頭のパリでユダヤ人ザムエル・レールス（言語学者）と結んだ交遊を「わが人生における最も美しき友情の一つ」に数えている。
ワーグナーの継父ルートヴィヒ・ガイアー（一部に実父説もある）はユダヤ人だった可能性が疑われており、この点から、ワーグナーの反ユダヤ主義は一種の近親憎悪だったという説もある。

## 題名
「音楽の中のユダヤ人」と訳す場合もある。なお、この論文にユダヤ教は登場しないので、題名のJudenthum（現代ドイツ語の綴りではJudentum）とは「ユダヤ教」の意味ではない。当時のドイツ語でJudenthumとは「金儲け主義」「強欲」などの意味があった（ロスチャイルドが揶揄されている）ので、それと本来の意味である「ユダヤ性」がかけてある。母語がイディッシュでありドイツ語を第二言語として模倣する者としての富豪のユダヤ人音楽家にあっては、真の芸術作品を創造することはできない、というのが主旨である。したがって「音楽におけるユダヤ教」という訳は誤りである。

## 文献
- Das Judenthum in der Musik (1869) – full text (german)
- Wagner, Richard (trans. W. Ashton Ellis). Judaism in Music and other Writings. London 1995.  ISBN 0-8032-9766-1
- Fischer, Jens Malte. (in German). Richard Wagners ‘Das Judentum in der Musik’. Frankfurt 2000. ISBN 3-458-34317-2
- Rose, Paul Lawrence. Wagner: Race and Revolution. London 1992. ISBN 0-571-17888-X
- Magee, Bryan. Aspects of Wagner. Oxford 1988. ISBN 0-19-284012-6